# Френски чуждестранен легион
Френският чуждестранен легион (на френски: Légion étrangère) е военно формирование в Сухопътните войски на Франция, съставено основно от чужденци.
Основан е през 1831 г. През отделни периоди от съществуването си легионът наброява над 40 хиляди души личен състав. Например, през август 1914 г. 5-те полка на Чуждестранния легион наброяват 42 883 души, представители на над 52 националности.
Тренирането в Легиона е известно не само като физическо предизвикателство, но и психическо такова. Към 2009 г. между 7500 и 8000 души от 136 страни служат сред 11-те полка на легиона. Легионът има 9 бюра за набор на кадри във Франция и един център за предварителен подбор в Париж.

## История
Чуждестранният легион е създаден на 9 март 1831 г. от крал Луи-Филип на основата на няколко предшестващи полкове. Един от тези полкове е Режиман дьо Хоенлое (Régiment de Hohenlohe) под командването на немския княз и френски маршал Лудвиг Алойс фон Хоенлое. Този полк се бие за роялистите в Революционните войни, а по-късно служи на френския крал Шарл X. По време на създаването си Легионът не е уникален – във Франция съществуват и други легиони от този тип.
Тъй като Франция планирал колонизация на Алжир, тя има нужда от значителни войски. По това време във Франция и особено в Париж се заселват много чужденци. Със създаването на Легиона крал Луи-Филип вижда възможност хем за получаване на нужните войски, хем за намаляване на числеността на нежеланите слоеве от населението. Затова той издава закон, според който Чуждестранният легион може да се използва само зад пределите на континентална Франция. Офицерите за новото подразделение са набрани от армията на Наполеон, а за войници се вербуват италианци, испанци, швейцарци, както и французи, имащи проблеми със закона. Тогава се залага и традицията да не се пита за имената на новобранците.
През ноември 1854 г. Легионът взема участие в Инкерманското сражение от Кримската война. Той е мобилизиран в повечето френски колониални войни, а по-късно и в мироопазващи мисии. Най-голямо поражение Легионът претърпява през 1954 г. битката при Диен Биен Фу.
Ден на слава за Чуждестранния легион става 30 април 1863 г., когато по времето на Втората френска интервенция в Мексико се води битката при Камарон. Пред ротата легионери на капитан Жан Данжу е поставена задачата да разузнае околността на Пало Верде в очакване на конвой с оръдия, приспособления за обсада и три милиона франкове за френските войски. В сутринта на 30 април легионерите се натъкват на мексиканци. Осъзнавайки неоспоримото превъзходство на мексиканците (1200 пехотинци и 800 кавалеристи), капитан Данжу и хората му влизат в сграда в селото Камарон де Техеда. За да се осигури безопасността на конвоя, мексиканците е трябвало да бъдат задържани на всяка цена. Знаейки че са обречени, легионерите решават да останат в селото до края. Над десет часа те се противопоставят на мексиканската армия и отказват да се предадат. Благодарение на саможертвата им, конвоят успява безпрепятствено да се добере до Пуебла.
През Първата световна война Легионът участва в много важни битки на Западния фронт (Сома, Вердюн). Също така, участва в Галиполската операция и Солунския фронт. Макар да понася тежки загуби на Западния фронт, Легионът излиза от войната с висока репутация и като едно от най-награждаваните формирования във френската армия.
През Втората световна война Легионът играе по-малка роля, отколкото през Първата. Участва в кампаниите в Норвегия и Северна Африка. По това време една част от Легиона се присъединява към режима на Виши, а другата – към сражаваща се Франция. В Сирийско-ливанската операция легионери се сражават срещу легионери при Дамаск.
През Индокитайската война (1946 – 1954 г.) Чуждестранният легион се разширява, заради приемането на много ветерани от Втората световна война. Въпреки че се сражава на територия, на която служи от 1880-те години, легионът претъпява тежки загуби по време на войната. Особено тежки са загубите при битката при Диен Биен Фу, след която укрепената долина пада на 7 май 1954 г. Над 72 833 легионери вземат участие в осемгодишната война, а 10 283 загиват в нея.
По-късно Легионът участва в Алжирската война за независимост (1954 – 1962 г.).
Под знамето на Чуждестранния легион от основаването му до края на 1980-те години служат над 600 000 души от цял свят. През това време над 36 000 легионери загиват в бой.

### Кампании
Чуждестранният легион е участвал във войни и операции на следните места:
- Френски Алжир: 1831 – 1882 г.
- Испания: 1835 – 1839 г.
- Кримска война: 1853 – 1856
- Австрийско-италианско-френска война: 1859 г.
- Втора френска интервенция в Мексико: 1863 – 1867 г.
- Алжир[2]: 1882 – 1907 г.
- Виетнам[3]: 1883 – 1910 г.
- Тайван[2]: 1885 г.
- Дахомей: 1892 – 1894 г.
- Судан[2]: 1893 – 1894 г.
- Мадагаскар[3]: 1895 – 1901 г.
- Мароко[2]: 1907 – 1914 г.
- Първа световна война: 1914 – 1918 г.
- Близък изток: 1914 – 1918 г.
- Виетнам[2]: 1914 – 1940 г.
- Мароко[2]: 1920 – 1935 г.
- Сирия: 1925 – 1927 г.
- Втора световна война: 1939 – 1945 г.
- Индокитайска война: 1945 – 1954 г.
- Мадагаскарско въстание: 1947 – 1950 г.
- Война за независимост на Тунис: 1952 – 1954 г.
- Война за независимост на Мароко: 1953 – 1956 г.
- Война за независимост на Алжир: 1954 – 1961 г.
- Заир[3]: 1978 г.
- Ливан[3]: 1982 – 1983 г.
- Война в Персийския залив: 1991 г.
- Война в Босна и Херцеговина: 1992 – 1996 г.
- Косово: 1999 г.
- Мали: 2013 г.
- Ирак: 2016 г.

## Съвременност
В днешно време Легионът се мобилизира там, където Франция защитава интересите си в рамките на НАТО или ЕС, има исторически задължения (например Кот д'Ивоар) или където има опасност за френски граждани. От създаването си се подчинява на френския държавен глава – президента.
Днес Легионът се използва не толкова за водене на война, както по-рано, а основно за предотвратяване на военни действия в рамките на мисии под егидата на ООН или НАТО (например в Босна, Косово и Афганистан), за мироопазване, за евакуация на хора от райони на война, за оказване на хуманитарна помощ, за възстановяване на инфраструктурата (например в Ливан). Заедно с това, Легионът е готов за провеждане на спецоперации, като например бой в джунгла, нощни условия, контратероризъм и заложнически кризи.

## Екипировка
Чуждестранният легион е оборудван по същия начин като подобни единици от френската армия. Това включва:
- Щурмова пушка FAMAS, френска булпъп пушка с 5.56×45 mm NATO амуниции;

Карабина Хеклер и Кох 416-56×45mm NATO(hk416-56×45mm NATO)
- Балистична каска SPECTRA, снабдена със система за позициониране и информация в реално време и с нощно виждане;
- Комплект FELIN, пехотна бойна система, комбинираща големи кесии, подобрена защита за тялото и преносима електронна платформа.

Характерно за Легиона е отсъствието на големи количества тежко въоръжение и бронетехника.